# Ceccato

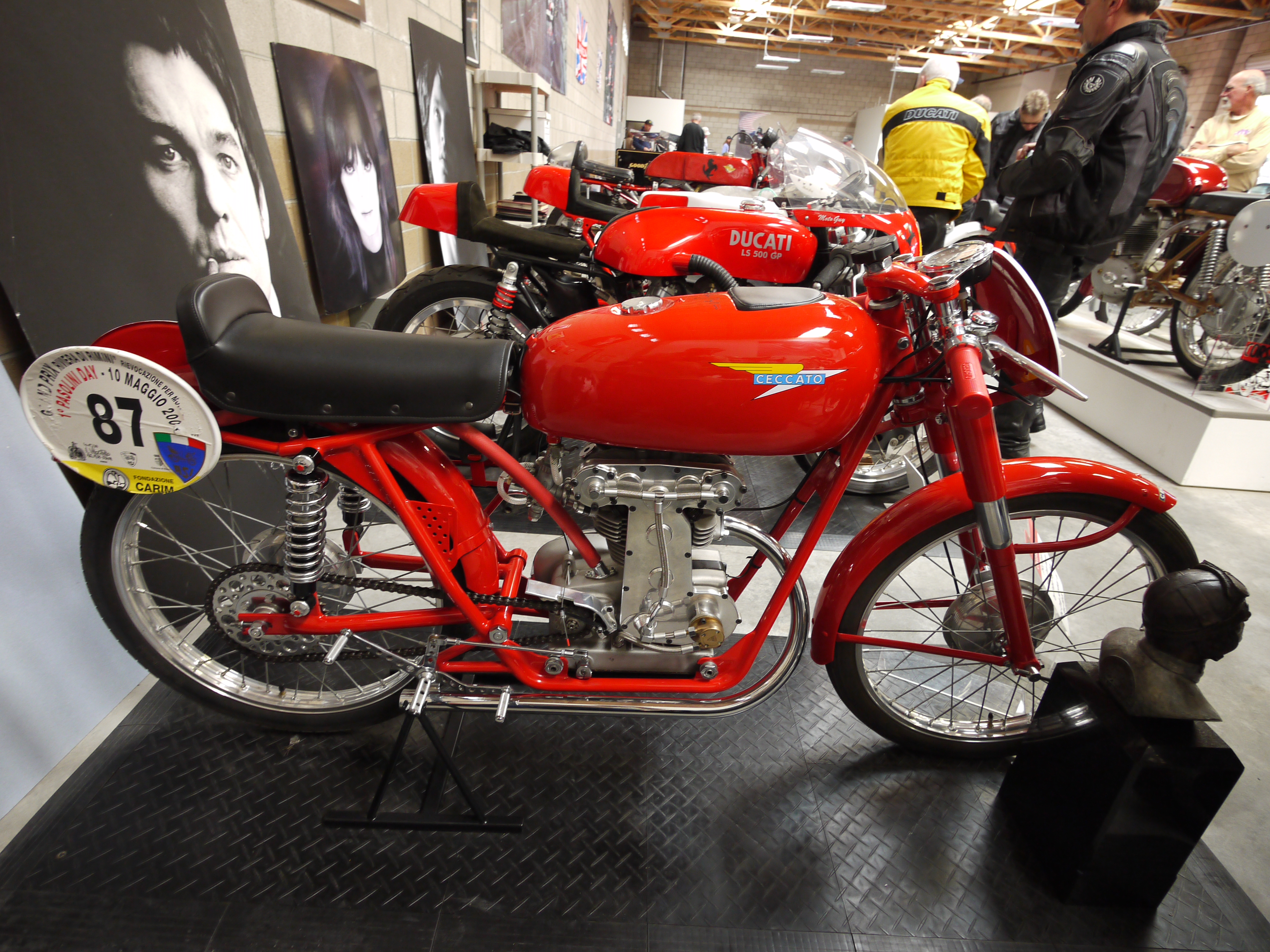
Ceccato 75 cc uit 1955

Ceccato is een Italiaans historisch merk van motorfiets.
De bedrijfsnaam was: S.p.A. Ceccato, Montecchio Maggiore, later Ceccato & Co., Società per Azioni, Vicenza.
Ceccato produceerde vanaf 1950 een groot aantal modellen met motoren van 48- tot 200 cc, zowel twee- als viertakten. Men maakte ook hulpmotoren.
De oorspronkelijke 75cc-Sport OHC-racemotor was ontworpen door Fabio Taglioni, die later furore zou maken als ontwerper van de desmodromische klepbediening van Ducati-motorfietsen.
Het bedrijf werd opgericht door musicus, apotheker, uitvinder, technicus Pietro Ceccato (1905 - 1956). Hij begon in 1938 in de wijk ‘Alte’ in Montecchio Maggiore bij Vicenza met productie van kantoorbenodigdheden, broodovens en assemblage van motoren.
In 1945 produceerde men luchtcompressors, hydraulische bruggen en andere garageapparatuur. In 1947 ontstond ook de eerste tweewieler, de 38cc-(later 48cc-) Romeo, een rode sportfiets met voorvering en hulpmotor op de bagagedrager. In 1951 volgden gewone 49cc-bromfietsen en de eerste motorfiets: een 75cc-tweetakt, gevolgd door 100 -, 125 -, en 175cc-exemplaren. Begin 1953 werd ook nog een 200cc-twin geproduceerd.
In 1953 kocht Pietro een ontwerp voor een 75cc-OHC-racertje van Fabio Taglioni dat door hem en Guido Menti werd verbeterd. Met dit model en de opgeboorde 100cc-versie werden in 1954 en 1955 talloze wereld-snelheidsrecords neergezet op Monza met in 1960 een nieuw 24 uurs wereldrecord op Monthléry. Men behaalde ook talloze overwinningen in de Milaan - Taranto en Motogiro d’Italia races. De racers werden nog uitgebreid met twintig 125cc-modellen en tien van 175 cc. Door de grotere concurrentie in die klassen waren ze nauwelijks succesvol. Het totale aantal geproduceerde racers bedroeg ongeveer 500 stuks. Door de race-successen werden er vanaf 1954 ook OHV-modellen geproduceerd van 125 - en 150 cc en een handvol OHC-modellen van 175 cc.
In Argentinië werd het 100cc-tweetakt model in licentie vervaardigd door Juan Zanella onder de naam Zanella-Ceccato. De productie lag er hoger dan in Italië. Onder deze naam waren de racers in Argentinië, Chili, Uruguay en Venezuela ook succesvol.
In 1961 werd de productie van motorfietsen stilgelegd en is er tot in 1963 nog uit de bestaande voorraden verkocht. Aangezien de motorenproductie een onderdeel was bestaat Ceccato nog steeds en is het nu een van de grootste producenten van compressors en auto- en treinwasinstallaties met verkoopkantoren wereldwijd.
Ceccato Compressors en Ceccato wasinstallaties zijn twee aparte bedrijven. Ceccato Compressors is intussen uitgegroeid tot een belangrijke speler op de wereldwijde compressormarkt.